# Jakub Čech (lední hokejista)
Jakub Čech (* 13. srpna 1985 Olomouc) je český hokejový brankář.

## Kariéra podle sezon
- 1999–2000 HC Olomouc
- 2000–2001 HC Olomouc, HC AZ Havířov 2010
- 2001–2002 HC AZ Havířov 2010
- 2002–2003 HC AZ Havířov 2010
- 2003–2004 Sault Ste. Marie Greyhounds
- 2004–2005 Sault Ste. Marie Greyhounds
- 2005–2006 HC Sareza Ostrava
- 2006–2007 HC Sareza Ostrava, PSG Zlín
- 2007–2008 HC Sareza Ostrava, PSG Zlín
- 2008–2009 HC AZ Havířov 2010
- 2009–2010 HC České Budějovice, HC AZ Havířov 2010, HC Tábor
- 2010–2011 HC Tábor
- 2011–2012 HC VCES Hradec Králové
- 2012–2013 Královští lvi Hradec Králové
- 2012–2013 Eispiraten Crimmitschau
- 2013–2014 Orli Znojmo, MHC Mountfield Martin
- 2014-2015 MHC Martin
- 2015-2016 Dijon, STS Sanok, SK Kadaň
- 2016-2017 HC Poruba
- 2017-2018 nehrál
- 2018-2019 nehrál
- 2019-2020 HC Příbram